# Байки Езопа
«Байки Езопа» (гр. Μυθοι Αισωπειοι) — зібрання давньогрецьких байок, автором яких вважався Езоп — легендарний поет, який, ймовірно, жив у VI столітті до н. е. В античну епоху публікувалися збірки різного складу та у різних редакціях.

## Історія тексту
Езоп, судячи з повідомлення Геродота, жив у VI столітті до н. е. Відомо, що байки, які приписуються йому, розповідали афінські оратори в V столітті до н. е. (тексти цих виступів втрачені). Приблизно 300 року до н. е. Деметрій Фалерський склав письмову збірку байок, створивши таким чином найранішу зі збірок такого роду, згаданих у збережених джерелах. Імовірно на його основі створювалися всі збірки наступних часів. Спочатку байки були призначені для шкільного навчання, а згодом увійшли до народного побуту. До II століття н. е. антикознавці відносять формування «основного езопівського збірника» — великої народної книги, до якої увійшла основна частина байок, що приписувалися Езопу.
Давні греки вимовляли його ім'я інакше, ніж ми — Айсопбс. Вони розповідали, що він був рабом-невільником, з походження не греком, а чужоземцем – фракійцем чи фрігійцем, – дуже негарним на вигляд: у нього було, велике черево, здорова голова, а на спині горб. Але цей бридкий раб визначався неабияким розумом. Доля закинула його на острів Самос у Егейському морі, де його господарем став рабовласник Ксант, що вважав себе вченим-філософом, а насправді був обмеженою і дурною людиною.